# Gelosia (film 1930)
Gelosia (The Other Tomorrow) è un film del 1930 diretto da Lloyd Bacon.